# Papayal (Bolívar)
Papayal es un centro poblado bajo jurisdicción del municipio San Martín de Loba, en el departamento de Bolívar. se encuentra en la subregión Loba sobre la ciénaga y Brazo de Papayal. A una distancia de 20 km de la cabecera municipal. 

## Propuesta de municipalidad
Brazuelo de Papayal es un propuesta para la creación de un nuevo municipio colombiano del departamento de Bolívar entre los habitantes de los centros poblados: Papayal, Playitas y El Varal, del municipio de San Martín de Loba, del centro poblado El Piñal de Regidor y el centro poblado Buenos Aires de El Peñón. 
En el 2011 se realizó una consulta popular celebrada el 23 de enero de 2011 con respuesta favorable.  Pero fue archivada en plenaria de la Asamblea Departamental el día 31 de julio de 2011. Esta decisión de la Asamblea a su vez fue objeto de control contencioso mediante acción de cumplimiento Juzgado Trece administrativo del Circuito de Cartagena quien en providencia de fecha 12 de marzo de 2012 resolvió negar la pretensión de creación del municipio.